# Brindley Heath
Brindley Heath är en civil parish i Storbritannien.   Den ligger i grevskapet Staffordshire och riksdelen England, i den södra delen av landet, 180 km nordväst om huvudstaden London. Antalet invånare är 862. Arean är 22,6 kvadratkilometer.
Terrängen i Brindley Heath är platt.